# Brigada 18 Artilerie (1918-1920)
Brigada 18 Artilerie a fost o unitate de artilerie din Armata României, care a participat la acțiunile militare din 1918-1920, în cadrul ofensivei de la vest de Tisa. Aceasta făcea parte din Divizia 18 Ardeleană, care a acționat în componența Grupului de Sud. 

## Compunerea de luptă
Brigada 18 Artilerie includea două regimente:
- Regimentul 35 Artilerie, colonel Romulus Brătuianu
  - Divizia 1, căpitan Arnold Fleischer
  - Divizia 2, locotenent-colonel Kaunitz Herman
  - Divizia 3, maior V. Popescu

- Regimentul 36 Obuziere, căpitan E. Swiedenek

## Participarea la operații
Grupul de manevră condus de generalul Dănilă Papp avea misiunea de a-l imobiliza pe inamic pe Bereteu, cooperând din direcția sud la atacul lansat de Grupul de manevră al generalului Traian Moșoiu asupra localității Kis Ujszallas. Divizia a 18-a, condusă de Papp, a ocupat sectorul pe Tisa, Abad Szalok-Gura Mureșului. Regimentul 35 Artilerie, al colonelului Romulus Brătuianu, a contribuit cu 4 baterii la ocuparea subsectorului C, de la Tisza Veszeny până la Szegvar, pe un front de 45 km. Regimentul 36 Obuziere, condus de E. Swiedenek, se afla în rezerva diviziei.
Brigada își avea sediul la Szarvas. 

## Comandanți
- Colonel Simion Marcovici